# Nivaldo Passos Krüger
Nivaldo Passos Krüger (Canoinhas, 27 de maio de 1929 - Guarapuava, 14 de fevereiro de 2024) foi um agropecuarista e político brasileiro  filiado ao MDB.

## Biografia
Filho de Augusto Krüger e de Araci Passos, nasceu em Canoinhas, no Estado de Santa Catarina, em 27 de maio de 1929. Ainda na infância mudou-se com a família para o Paraná. Casou-se com Lenita Oliveira, com quem teve cinco filhos.
Krüger entrou na política em 1958, quando foi eleito vereador. Foi prefeito por três legislaturas do município de Guarapuava, bem como, Deputado Estadual e Deputado Federal. Foi Presidente da Comissão da Agricultura da Câmara dos Deputados na sua primeira legislatura. Foi ainda Senador suplente da República pelo estado do Paraná na chapa com Roberto Requião.
Foi presidente da Associação Comercial e Empresarial de Guarapuava (ACIG). Fundou a Associação dos Municípios do Paraná, instituição que foi presidente. Também exerceu atividades em instituições do governo do estado do Paraná, como presidente da Companhia de Saneamento do Paraná (Sanepar) e do Paraná Ambiental.
Ocupou a cadeira 28 da Academia de Letras, Artes e Ciências de Guarapuava. Dedicou-se a fotografia e publicou diversos livros com imagens de municípios paranaenses, com destaque para Guarapuava.
Publicou várias obras sobre problemas históricos e regionais do Paraná, entre elas: História das Câmaras na Formulação da Nacionalidade Brasileira; Palmas: paisagem e memória (2003) e Sudoeste do Paraná - História de Bravura, Trabalho e Fé (2005).
Faleceu em sua casa em Guarapuava em 14 de fevereiro de 2024, aos 94 anos, de causas naturais.